# É Tòng
É Tòng là một xã thuộc huyện Thuận Châu, tỉnh Sơn La, Việt Nam.
Xã É Tòng có diện tích 42,63 km², dân số năm 1999 là 2135 người, mật độ dân số đạt 50 người/km².